# Rosyjski Korpus Ochotniczy Najświatlejszego Księcia Lievena
Rosyjski Korpus Ochotniczy Najświatlejszego Księcia Lievena (ros. Русский Добровольческий корпус Светлейшего князя Ливена), zwany też Oddziałem Liwieńskim – jednostka wojskowa białych podczas wojny domowej w Rosji.
Pod koniec października 1918 r. w Rydze rozpoczęło się formowanie Bałtyckiej Landeswehry złożonej z bałtyckich Niemców. W listopadzie na zebraniu rosyjskich oficerów postanowiono utworzyć trzy samodzielne bataliony, na czele których stanął płk Aleksandr Rodzianko. Okazało się jednak, że nie można rozwijać rosyjskich oddziałów wojskowych, w związku z czym płk Rodzianko 24 grudnia rozkazał Rosjanom przemaszerować do Libawy. Tam wszystkie bataliony zostały przekształcone w Libawski Oddział Ochotniczy. Jego dowódcą został gen. P. N. Simanski, zaś szefem sztabu rtm. W. G. von Rozenberg. Jednakże już 6 stycznia 1919 r. oddział został rozformowany. Tego samego dnia graf rtm. Anatolij Pawłowicz Lieven rozpoczął na jego bazie tworzenie nowej jednostki. Szefem sztabu został płk W. F. Rar. Początkowo występowała ona pod nazwą Libawskiej Grupy Ochotniczej lub Libawskiego Ochotniczego Oddziału Strzeleckiego. Wstąpiła do niego też część oficerów Pskowskiego Korpusu Ochotniczego, którzy przy odwrocie zostali odcięci od swoich macierzystych jednostek. Formowanie zakończyło się 15 stycznia, po czym w porozumieniu z dowództwem Bałtyckiej Landeswehry ponad 60-osobowy Oddział wszedł w jej skład. Rotmistrz A. P. Lieven uznawał zwierzchność adm. Aleksandra Kołczaka i gen. Antona Denikina. 31 stycznia 1 kompania w liczbie 65 ludzi przybyła na front. Do 9 lutego Oddział liczył już ok. 100 żołnierzy przy etacie 440. Pod koniec lutego w jego skład weszła kompania kpt. K. I. Dydorowa. Na początku marca liczebność Oddziału osiągnęła 250 ludzi. Składał się ze szwadronu kawalerii, oddziału karabinów maszynowych i kompanii piechoty. 
Wkrótce cały Oddział został skierowany do Kurlandii, gdzie w rejonie Windawy i Mitawy toczył walki z łotewskimi oddziałami bolszewickimi, w ramach szerszej kontrofensywy pod ogólnym dowództwem gen. Rüdiger von der Goltza. W połowie marca wziął udział w opanowaniu obydwu miast. 22 maja wraz z wojskami Bałtyckiej Landeswehry i Brygadą Łotewską uczestniczył w operacji ryskiej: przemaszerował południowym skrajem jeziora Babite i wkroczył następnego dnia do Rygi. Podczas walk z wycofującymi się oddziałami bolszewickimi płk A. P. Lieven został ciężko ranny. Faktyczne dowództwo Oddziału przejął kpt. K. I. Dydorow, natomiast płk A. P. Lieven zachował formalne zwierzchnictwo. 
Przez cały czas oddział zasilali ochotnicy (głównie b. rosyjscy jeńcy wojenni powracający z niemieckiej  niewoli); w połowie roku jednostka liczyła 2000 żołnierzy. 6 czerwca został przeorganizowany w Rosyjski Korpus Ochotniczy Najświatlejszego Księcia Lievena (Korpus Liwieński). W jego skład wchodziły 1 Libawski Pułk, 2 Ryski Pułk i 3 Liwieński Pułk, dywizjon strzelecki ppłk. Kazakowa, oddział artylerii kpt. F. N. Andersona, 2 samochody pancerne i kilka samolotów. 5 lipca płk A. P. Lieven otrzymał od adm. Kołczaka informację o mianowaniu na funkcję głównodowodzącego siłami rosyjskimi w Kurlandii z podległością gen. lejt. Nikołajowi Judeniczowi. Korpus miał działać w dół rzeki Dźwiny na prawej flance Armii Północno-Zachodniej. Jednakże gen. Judenicz 18 lipca rozkazał Korpusowi przejść spod Libawy w rejon Narwy w Estonii. Rozkazu nie wypełniły oddziały Pawła Bermondta-Awałowa i płk. J. P. Wyrgolicza (patrz: Zachodnia Armia Ochotnicza), wchodzące formalnie w skład Korpusu, które pozostały na Łotwie. W Estonii Korpus wszedł w skład Armii Północno-Zachodniej, po czym został przekształcony w 5 (Liwieńską) Dywizję.